# Trattato interamericano di assistenza reciproca

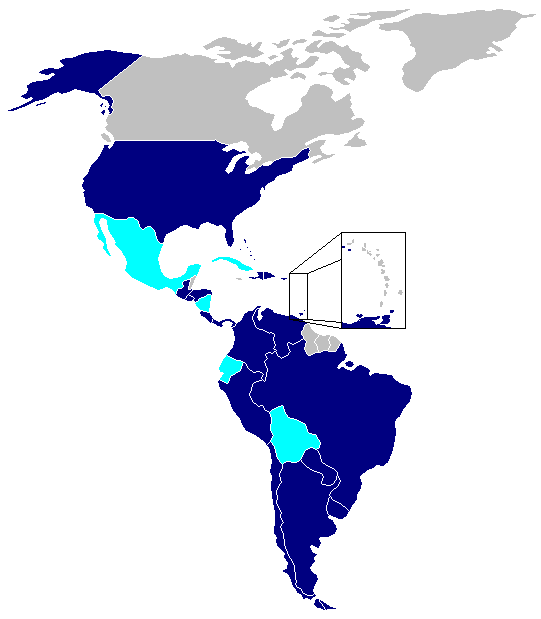
In blu, gli Stati aderenti al patto. In azzurro, gli Stati che hanno abbandonato l'alleanza

Il trattato interamericano di assistenza reciproca, detto anche patto di Rio, fu firmato a Petrópolis nel 1947 tra diciannove repubbliche del continente americano, compresi gli Stati Uniti d'America. Analogamente al trattato del Nord Atlantico, sul quale si basa la NATO, esso stabilisce un impegno di difesa reciproca tra i paesi firmatari, nel caso che uno di essi venga attaccato.
Le sue origini risiedono nell'atto di Chapultepec del 1945, che impegnava già reciprocamente le nazioni firmatarie, e dalla Giunta interamericana di difesa, nata nel 1942 con lo scopo di contrastare, sotto la guida degli Stati Uniti, l'attività dell'Asse. Nell'ambito del trattato vengono svolte esercitazioni militari, la più significativa delle quali è la UNITAS.